# Paul MacDonald
Christopher Paul MacDonald (* 8. Januar 1960 in Neuseeland) ist ein ehemaliger neuseeländischer Kanute. Er gewann bei Olympischen Spielen fünf Medaillen, davon drei in Gold und gehört zu den international erfolgreichsten Sportlern Neuseelands.

## Karriere
Bei den Olympischen Spielen 1984 in Los Angeles fehlten die Kanuten aus dem Ostblock wegen des Olympiaboykotts. Davon profitierten die neuseeländischen Kanuten. Bis 1984 hatte noch nie ein Neuseeländer eine Olympiamedaille gewonnen, in Los Angeles gewannen sie vier von fünf Goldmedaillen im Kajak. Paul MacDonald gewann zusammen mit Ian Ferguson die Strecke über 500 Meter im Zweierkajak. Beide Kanuten saßen dann auch noch im Vierer, wo sie zusammen mit Grant Bramwell und Alan Thompson Gold gewannen.
Mit dem Gewinn des Weltmeistertitels im Zweierkajak über 500 Meter 1985 bewiesen Ferguson und MacDonald, dass sie auch dann bestehen konnten, wenn alle Länder am Start waren. Bei der Weltmeisterschaft 1987 siegten MacDonald und Ferguson über 1000 Meter und gewannen Silber über 500 Meter. MacDonald wurde zusätzlich im Einerkajak über 500 Meter Weltmeister.
Bei den Olympischen Spielen 1988 in Seoul gewannen Ferguson und MacDonald Gold über 500 Meter und Silber über 1000 Meter. MacDonald stand auch im Einerkajak-Finale über 500 Meter und gewann dort Bronze. 1992 trat MacDonald auf beiden Einzelstrecken und mit dem mittlerweile 40-jährigen Ferguson auf beiden Zweier-Strecken an, konnte aber nur im Zweier über 1000 Meter das Finale erreichen und Platz 8 belegen. Für seine Erfolge wurde er zum Member des Order of the British Empire ernannt.
Nach seinem Rückzug vom Leistungssport begann der ausgebildete Sportlehrer eine Karriere als Produzent von Sportübertragungen für das Fernsehen. 